# I-mate
i-mate è stata una società che vendeva dispositivi palmari con il sistema operativo Windows Mobile a bordo. L'hardware era prodotto da HTC e rimarchiato da i-mate. Il gruppo fu lanciato dall'amministratore delegato James Andrew Morrison che ideò il primo palmare-telefono O2 xda a Glasgow, in Scozia.
La sede era a Dubai e operava nel Regno Unito, in Italia, Armenia, Australia, India, Stati Uniti e Sudafrica.
Il 16 settembre 2009 è stata resa nota la notizia che i-mate avrebbe chiuso e comunicato a tutti i dipendenti di prendere un congedo di durata indeterminata.

## Prodotti
- 810-f
- Jama
- SPL
- JAQ3
- PDA-L
- JAQ
- JASJAM
- SPJAS
- Smartflip
- PDA-N
- JAMin
- SP3
- SP5
- SP5m
- JASJAR
- k-JAM
- jama 101
- 6150
- 8150
- 8502
- 9502